# Haining
Haining (海宁; Pinyin: Hǎiníng) is een stad en een arrondissement in de prefectuur Jiaxing in de Chinese provincie Zhejiang. Bij de volkstelling van 2020 had de stad zelf 752.775 inwoners, het arrondissement had 1.076.199 inwoners.
De stad ligt aan de noordelijke oever van de Qiantang Jiang bij de monding als ría in het uiterste westen van de Hangzhoubaai. De stad is gekend omwille van de spectaculaire panorama's bij het tij in de monding van de Qiantang Jiang. Haining is ook een centrum van de productie en export van lederwaren. Haining ligt 125 km ten zuidwesten van het centrum van Shanghai, en 61,5 km ten oosten van Hangzhou, de provinciehoofdstad.

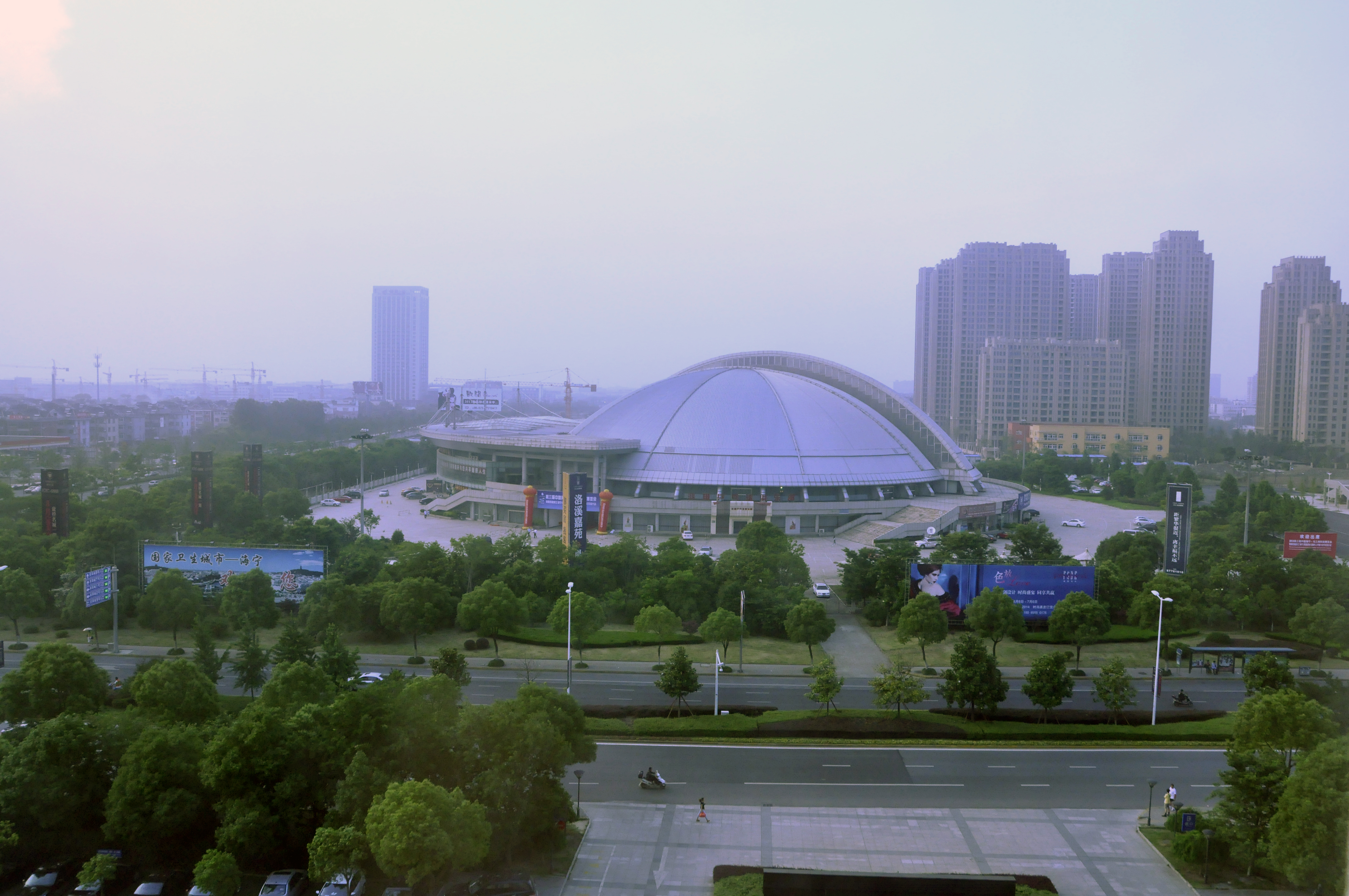
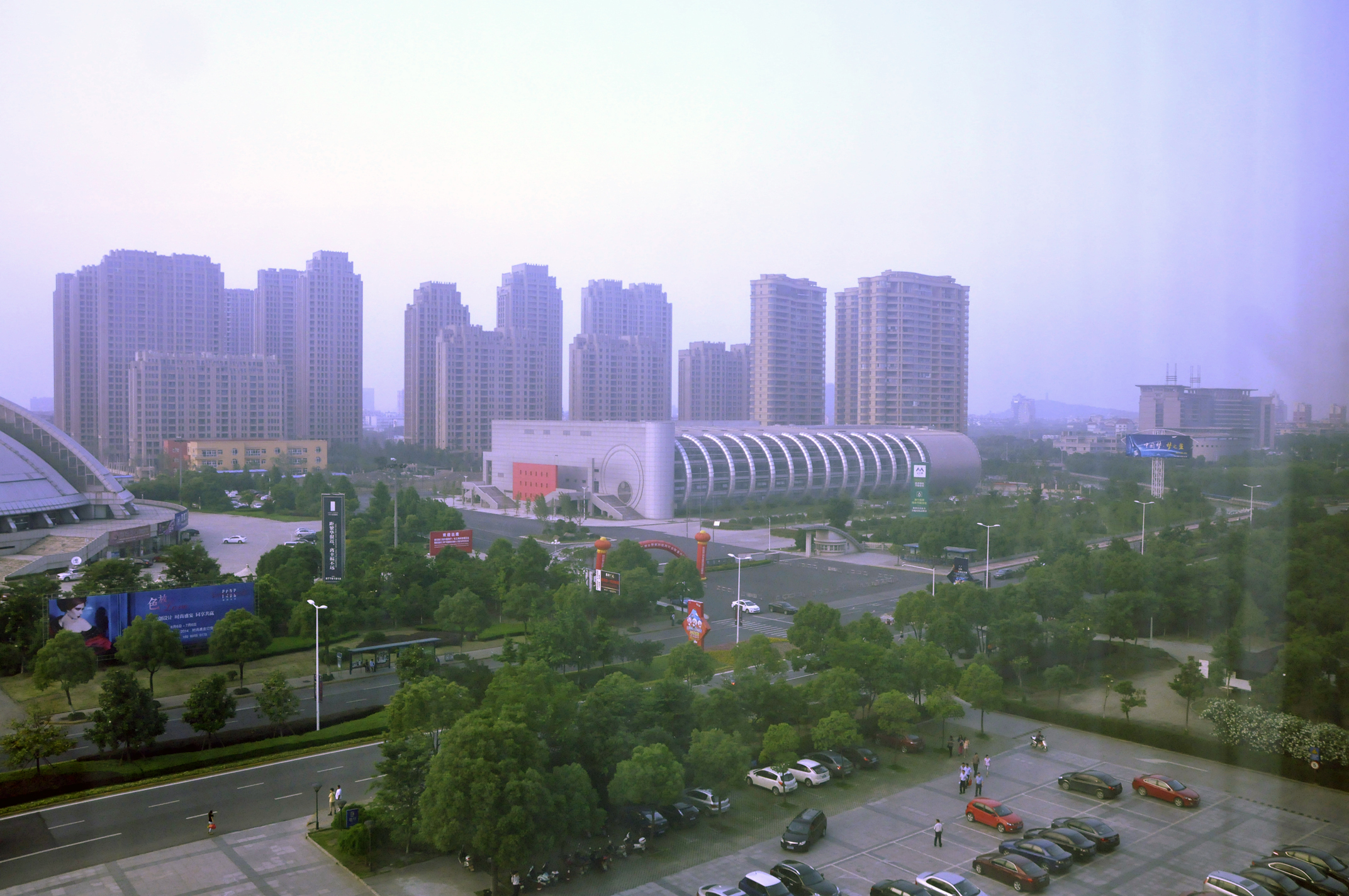